# Партия на труда (Нидерландия)
Вижте пояснителната страница за други значения на Партия на труда.
Партията на труда (на нидерландски: Partij van de Arbeid) е лявоцентристка социалдемократическа политическа партия в Нидерландия.
Партията е основана през 1946 година с обединението на няколко лявоцентристки партии от междувоенния период. Водеща лява партия в страната, нейни представители оглавяват правителствата през 1948-1958, 1973-1977 и 1994-2002 година. Партията на труда участва и като по-малък коалиционен партньор в няколко правителства — през 1946-1948, 1965-1966, 1981-1982, 1989-1994 и 2007-2010 година.
На изборите през 2012 година Партията на труда подобрява резултата си и получава 25% от гласовете и 38 места във Втората камара на парламента. Тя влиза в коалиционния кабинет на Марк Рюте, заедно с Народната партия за свобода и демокрация.